# Computerterminal
Een computerterminal (of kortweg terminal) is een toestel, waarmee een computer op afstand interactief is te bedienen.
De eerste versies waren grotendeels mechanisch. Ze hadden een typemachinetoetsenbord, drukten af op kettingpapier of op een gewone papierrol (friction-feed) en het opslagmedium was ponsband. De snelheid was laag, meestal 110 baud, dat is ongeveer 10 tekens per seconde. Een pagina afdrukken duurde daarmee lang en maakte een hoop lawaai. Al bestonden er ook geavanceerdere machines die op een hogere lijnsnelheid waren aangesloten en hele regels tegelijk konden afdrukken. Het waren een soort typemachines op afstand, vergelijkbaar met telex. Daarom heetten ze ook "Teletype", een merknaam die een soortnaam werd. Kortweg "TTY". Deze afkorting komt nog steeds voor.

Via een seriële verbinding (RS-232) werd op de rol geschreven wat het mainframe naar de terminal stuurde, terwijl de gegevens van het toetsenbord naar het mainframe verstuurd werden.

## Elektronische versie

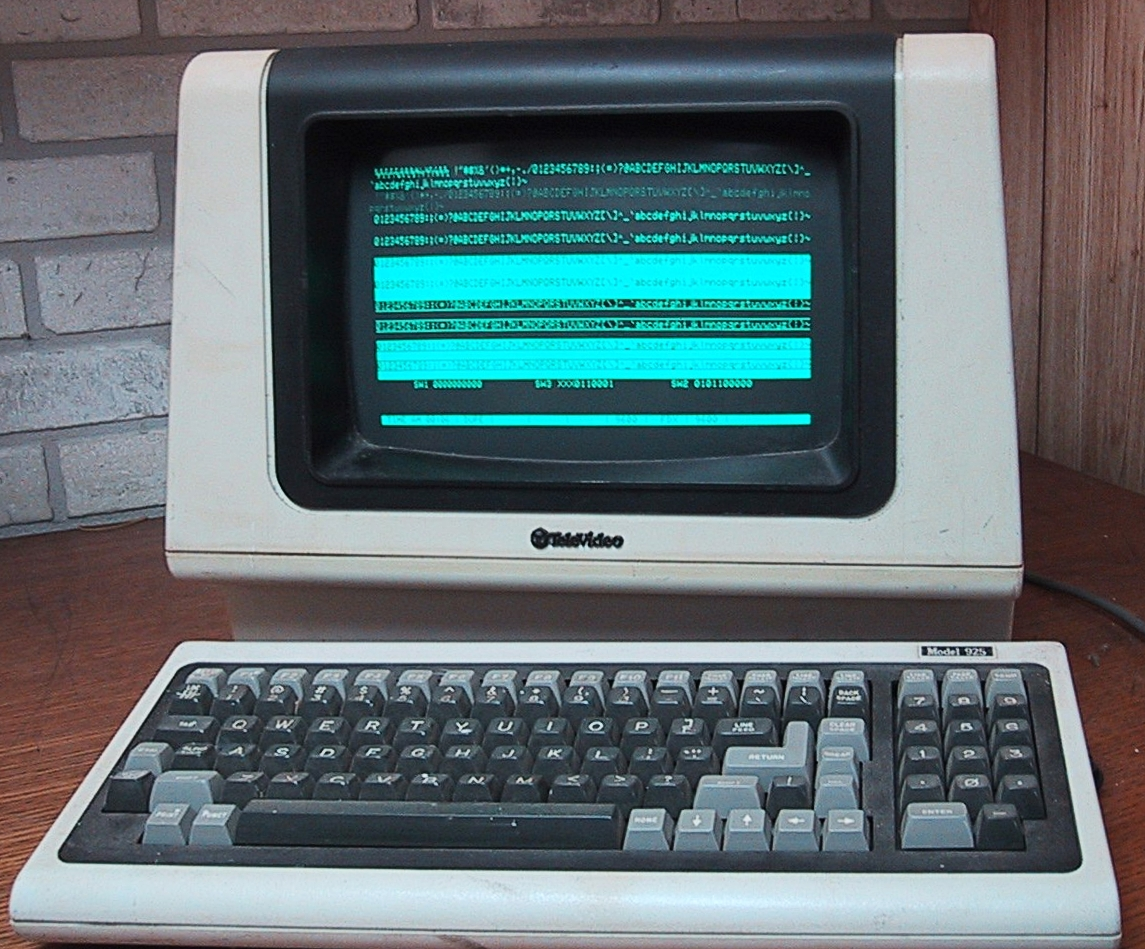
Terminal met microprocessor, 1982

Met de komst van de microprocessor, rond 1974, werd een elektronische versie van de teletype betaalbaar. De papierrol werd vervangen door een beeldscherm, de ponsband door computergeheugen. Maar het apparaat was aanvankelijk nog niet veel meer dan een typemachine op afstand.
Het merk DEC was de belangrijkste fabrikant van terminals. Elke nieuwe serie had meer mogelijkheden, en het mainframe moest daar rekening mee houden. Er ontstonden allerlei standaarden voor de communicatie tussen terminal en mainframe die de naam kregen van de betreffende terminal van DEC. Enkele voorbeelden: VT52, VT100, VT102, VT220.
Deze 'domme' terminal stond model voor de in- en uitvoer van de personal computer. Bij de ontwikkeling van de personal computer is het toetsenbord, het beeldscherm van 24 (of 25) regels bij 80 kolommen en de seriële poort eenvoudig van de terminal overgenomen. Ook nu nog is de toets Scroll Lock op het toetsenbord aanwezig. Bij de terminal was die nodig om even de tekst te stoppen als die te snel over het scherm rolde (een muis was er toen nog niet). Het bedienen van de computer gebeurde via de opdrachtregelinterface.

## Scherm
In het begin kon een terminal alleen maar tekst weergeven. Het scherm gaf alle tekst monochroom weer, meestal in groen, amber of wit, afhankelijk van het type fosforiserende laag van de beeldbuis. Als zo'n terminal dag en nacht aanstond, kon de tekst inbranden in de fosforiserende laag. Daarom kon er een klein programma gedraaid worden dat bijvoorbeeld de tijd op steeds verschillende plaatsen op het scherm liet zien. Zo'n programma wordt schermbeveiliging genoemd.

Latere versies van de terminal konden ook grafieken weergeven, daarna kwamen er ook kleurenterminals.

## Gebruik van pc als terminal
Een moderne personal computer kan ook als terminal gebruikt worden met behulp van een programma zoals 'Kermit' of 'Hyperterminal', dit werd tussen 1985 en 1998 gebruikt om contact te maken met een BBS. Tegenwoordig gebeurt dit nog steeds bij het programmeren van apparaten zoals telefooncentrales, alarminstallaties en routers via de "console-ingang". Bij het besturingssysteem Linux is het nog in veel gevallen mogelijk om via telnet in te loggen op de computer. Dat kan via de seriële poort zijn, maar meestal via een netwerk. Daarnaast kent Linux de mogelijkheid om via een zogenaamde console in te loggen. Dat kan eveneens via de seriële poort zijn, maar ook door over te schakelen van de grafische interface naar de console-interface.

### Linux
Met de komst van het X Window System in 1986 werd het mogelijk ook grafische terminals te bouwen. Zo'n terminal is veel complexer dan een tekstterminal en daarom zal er ook intern toch een klein computertje aanwezig zijn om het geheel te besturen. Hoofdzaak van zo'n terminal is echter nog steeds het werken op een andere computer. 
Door de opkomst van Linux en kleine goedkope hardware is het tegenwoordig aantrekkelijk geworden grafische terminals te bouwen op basis van standaardcomponenten en opensourcesoftware.

### Windows
Ook in Windows is dit principe mogelijk. Het bedrijf Citrix is begonnen met het principe 'Dikke server - dunne clients'. Alle programma's draaien op een centrale, zwaar uitgevoerde Windowscomputer. Op de werkstations draait een grafisch terminalprogramma. Op deze manier kunnen zelfs op zwaar verouderde werkstations de modernste programma's worden uitgevoerd, met een normale snelheid. Een bandbreedte van 50 kb/s per werkstation is meestal genoeg, waardoor een ISDN- of telefoonverbinding al voldoende capaciteit biedt. Zij het dat programma's met veel beeldwisselingen, zoals videofilms, minder goed werken. Het systeem werkt wel prima bij normale kantoortoepassingen. Microsoft nam het idee van Citrix over en integreerde het in de Windows NT4 Terminal-server editie onder de naam "Terminal Server". Tegenwoordig zit de functionaliteit in alle Windowsserverversies.

## Thin client
Een eenvoudige computer die veel rekenwerk en dataopslag overlaat aan een grotere computer, wordt tegenwoordig een "thin client" genoemd. Dit heeft veel overeenkomsten met de terminal van vroeger. Maar een "thin client" is meestal verbonden via een (draadloze) internetverbinding. Als in de toekomst al het documentenbeheer, e-mail, etc. wordt overgelaten aan servers, dan zullen veel computers alleen nog maar "thin clients" zijn.